# أدريان جربيتش
أدريان جربيتش (بالألمانية: Adrian Grbić)‏ (مواليد 4 أغسطس 1996) هو لاعب كرة قدم نمساوي يلعب كمهاجم في نادي لوريان.

## روابط خارجية
- أدريان جربيتش على موقع الاتحاد الدولي (مؤرشف)  (الإنجليزية)
- أدريان جربيتش على موقع الاتحاد الأوربي (الإنجليزية)
- أدريان جربيتش على موقع رابطة كرة القدم الفرنسية للمحترفين (الإنجليزية)
- أدريان جربيتش على موقع قاعدة بيانات كرة القدم.إي يو (الإنجليزية)
- أدريان جربيتش على موقع ليكيب (الفرنسية)
- أدريان جربيتش على موقع ناشيونال فوتبول تيمز (الإنجليزية)
- أدريان جربيتش على موقع Soccerway.com (الإنجليزية)
- أدريان جربيتش على موقع عالم كرة القدم.نت (الإنجليزية)